# Kontrollfokus
Kontrollfokus eller kontroll-fokus är en psykologisk term för uppfattningen om var kontrollen över en viss situation är lokaliserad, uppfattningen om huruvida man själv har kontrollen över utgången eller om kontrollen finns utanför ens egen makt.
Kontrollfokus är en viktig aspekt i planeringen av beteenden och handlingar. Det är en av tre överväganden som styr beteendet i en sådan situation. De övriga är normativa uppfattningar (förväntningar på omgivningens värderingar och motivation) och uppfattningar om vilka möjliga utgångar ens val av beteende kan ha. Uppfattningar om kontroll inbegriper uppfattningar om faktorer som hjälper och hindrar en i ens planer. Dessa tre överväganden skapar en intention som sedan ger ett beteende.
En människas kontrollfokus är en del av självuppfattningen, och måste sålunda inte vara förankrad i verkligheten, det är en fråga om förväntningar på omgivningen och självkänslan. Ju högre självkänsla, desto mer uppfattar personen sig själv ha kontroll över situationen, vilket gör personen mindre stressad inför utmaningar. Ju mer en person upplever sig själv ha kontroll över en situation, desto lyckligare och nöjdare är personen.
Julian Rotter, som myntade begreppet 1966, har ställt upp kriterier för att skilja ett inre kontrollfokus från ett externt kontrollfokus. Han skilde dock inte mellan kontrollfokus på positiva och negativa händelser, vilket Martin Seligman gjorde med sin term attributionsstil. Sådant kontrollfokus kan ha betydelse för en eventuell utveckling av inlärd hjälplöshet.